# Vášim
Vášim (maráthsky वाशिम) je město v Maháráštře, jednom z indických svazových států. K roku 2011 v něm žilo přes pětaosmdesát tisíc obyvatel.

## Poloha
Vášim leží východně od středu Maháráštry a je správním střediskem svého okresu. 

## Dějiny
Zhruba v letech 250–500 byl Vášim mocenským střediskem dynastie Vákátaka, která ovládala oblast vymezenou na severu zhruba hranicemi Gudžarátu a Málvy, na západě Arabským mořem, na jihu Tungabhadrou a na východně hranicí s Čhattísgarhem.

## Obyvatelstvo
K roku 2011 převažovali ve městě muži (52 %). Nejvyznávanějším náboženstvím byl hinduismus (63 %). 